# Rachel Bay Jones
Rachel Bay Jones (Nova Iorque, 8 de novembro de 1969) é uma atriz e cantora estadunidense. Ela interpretou Heidi Hansen no musical da Broadway, Dear Evan Hansen. Este último lhe rendeu os prêmios Emmy, Grammy e Tony.

## Prêmios e indicações
| Ano  | Prêmio                                              | Categoria                                        | Trabalho         | Resultado |
| ---- | --------------------------------------------------- | ------------------------------------------------ | ---------------- | --------- |
| 2016 | Drama Desk Awards                                   | Melhor Atriz em Musical                          | Dear Evan Hansen | Indicado  |
| 2017 | Tony Awards                                         | Melhor Atriz Coadjuvante de Musical              | Dear Evan Hansen | Venceu    |
| 2017 | Drama League Awards                                 | Desempenho Distinto                              | Dear Evan Hansen | Indicado  |
| 2017 | Lucille Lortel Awards                               | Melhor Atriz Coadjuvante de Musical              | Dear Evan Hansen | Venceu    |
| 2018 | Grammy Awards                                       | Melhor Álbum de Teatro Musical                   | Dear Evan Hansen | Venceu    |
| 2018 | Emmy Awards – Daytime (Daytime Creative Arts Emmys) | Melhor Performance Musical em um Programa Diurno | Dear Evan Hansen | Venceu    |